# Archytas neptilucus
Archytas neptilucus là một loài ruồi trong họ Tachinidae.